# Spread Eagle Bay
Spread Eagle Bay är en vik i Kanada.   Den ligger i provinsen Newfoundland och Labrador, i den östra delen av landet, 1 700 km öster om huvudstaden Ottawa.
I omgivningarna runt Spread Eagle Bay växer i huvudsak blandskog. Runt Spread Eagle Bay är det ganska glesbefolkat, med 24 invånare per kvadratkilometer.